# Szlovákia a 2016. évi nyári olimpiai játékokon
Szlovákia a brazíliai Rio de Janeiróban megrendezett 2016. évi nyári olimpiai játékok egyik részt vevő nemzete volt. Az országot az olimpián 12 sportágban 52 sportoló képviselte, akik összesen 4 érmet szereztek.

## Érmesek
| Érem  | Versenyző                                     | Sportág    | Versenyszám           | Dátum         |
| ----- | --------------------------------------------- | ---------- | --------------------- | ------------- |
| Arany | Ladislav Škantár Peter Škantár                | Kajak-kenu | Férfi szlalom C-2     | Augusztus 11. |
| Arany | Matej Tóth                                    | Atlétika   | Férfi 50 km gyaloglás | Augusztus 19. |
| Ezüst | Matej Beňuš                                   | Kajak-kenu | Férfi szlalom C-1     | Augusztus 9.  |
| Ezüst | Tibor Linka Denis Myšák Juraj Tarr Erik Vlček | Kajak-kenu | Férfi K-4 1000 m      | Augusztus 20. |

## Asztalitenisz

### Férfi
| Versenyző | Versenyszám | Selejtező | 64-es főtábla      | 48-as főtábla     | 32-es főtábla | Nyolcaddöntő | Negyeddöntő | Elődöntő | Döntő   |
| --------- | ----------- | --------- | ------------------ | ----------------- | ------------- | ------------ | ----------- | -------- | ------- |
| Wang Yang | Egyes       |           | Madrid (MEX) · 4-1 | Aruna (NGR) · 1-4 | kiesett       | kiesett      | kiesett     | kiesett  | kiesett |

### Női
| Versenyző        | Versenyszám | Selejtező | 64-es főtábla      | 48-as főtábla      | 32-es főtábla | Nyolcaddöntő | Negyeddöntő | Elődöntő | Döntő   |
| ---------------- | ----------- | --------- | ------------------ | ------------------ | ------------- | ------------ | ----------- | -------- | ------- |
| Barbora Balážová | Egyes       |           | Silva (MEX) · 4-0  | Li Fen (SWE) · 3-4 | kiesett       | kiesett      | kiesett     | kiesett  | kiesett |
| Eva Ódorová      | Egyes       |           | Yue Wu (USA) · 1-4 | kiesett            | kiesett       | kiesett      | kiesett     | kiesett  | kiesett |

## Atlétika

### Férfi

#### Futószámok
| Versenyző     | Versenyszám     | Selejtező | Selejtező | Selejtező | Elődöntő | Elődöntő | Elődöntő | Döntő    | Döntő    |
| Versenyző     | Versenyszám     | Idő       | Hely      | Össz      | Idő      | Hely     | Össz     | Idő      | Helyezés |
| ------------- | --------------- | --------- | --------- | --------- | -------- | -------- | -------- | -------- | -------- |
| Jozef Repčík  | 800 m           | 1:49.95   | 6.        | 45.       | kiesett  | kiesett  | kiesett  | kiesett  | kiesett  |
| Martin Kučera | 400 gát         | 51.47     | 7.        | 44.       | kiesett  | kiesett  | kiesett  | kiesett  | kiesett  |
| Anton Kučmín  | 20 km gyaloglás |           |           |           |          |          |          | 1:23:17  | 32.      |
| Dušan Majdán  | 50 km gyaloglás |           |           |           |          |          |          | 3:58:25  | 26.      |
| Martin Tišťan | 50 km gyaloglás |           |           |           |          |          |          | kizárták | kizárták |
| Matej Tóth    | 50 km gyaloglás |           |           |           |          |          |          | 3:40:58  | 1        |

#### Ügyességi számok
| Versenyző       | Versenyszám   | Selejtező | Selejtező | Döntő    | Döntő    |
| Versenyző       | Versenyszám   | Eredmény  | Hely      | Eredmény | Helyezés |
| --------------- | ------------- | --------- | --------- | -------- | -------- |
| Matúš Bubeník   | Magasugrás    | 2,17 m    | =35.      | kiesett  | kiesett  |
| Marcel Lomnický | Kalapácsvetés | 74,16 m   | 10.       | 75,97 m  | 5.       |

### Női

#### Futószámok
| Versenyző             | Versenyszám     | Selejtező | Selejtező | Selejtező | Elődöntő | Elődöntő | Elődöntő | Döntő   | Döntő    |
| Versenyző             | Versenyszám     | Idő       | Hely      | Össz      | Idő      | Hely     | Össz     | Idő     | Helyezés |
| --------------------- | --------------- | --------- | --------- | --------- | -------- | -------- | -------- | ------- | -------- |
| Iveta Putálová        | 400 m           | 52.82     | 5.        | 39.       | kiesett  | kiesett  | kiesett  | kiesett | kiesett  |
| Lucia Hrivnák Klocová | 800 m           | 2:00.57   | 4.        | 32.       | kiesett  | kiesett  | kiesett  | kiesett | kiesett  |
| Katarína Berešová     | Maraton         |           |           |           |          |          |          | 2:50:54 | 107.     |
| Mária Czaková         | 20 km gyaloglás |           |           |           |          |          |          | 1:38:29 | 48.      |
| Mária Gáliková        | 20 km gyaloglás |           |           |           |          |          |          | 1:40:35 | 55.      |

#### Ügyességi számok
| Versenyző        | Versenyszám   | Selejtező | Selejtező | Döntő    | Döntő    |
| Versenyző        | Versenyszám   | Eredmény  | Hely      | Eredmény | Helyezés |
| ---------------- | ------------- | --------- | --------- | -------- | -------- |
| Jana Velďáková   | Távolugrás    | 6,48 m    | 15.       | kiesett  | kiesett  |
| Dana Velďáková   | Hármasugrás   | 13,98 m   | 17.       | kiesett  | kiesett  |
| Martina Hrašnová | Kalapácsvetés | 67,63 m   | 19.       | kiesett  | kiesett  |

## Íjászat

### Férfi
| Versenyző   | Versenyszám | Selejtező | Selejtező | 64-es főtábla           | 32-es főtábla | Nyolcaddöntő | Negyeddöntő | Elődöntő | Döntő   | Helyezés |
| Versenyző   | Versenyszám | Pont      | Kiemelés  | 64-es főtábla           | 32-es főtábla | Nyolcaddöntő | Negyeddöntő | Elődöntő | Döntő   | Helyezés |
| ----------- | ----------- | --------- | --------- | ----------------------- | ------------- | ------------ | ----------- | -------- | ------- | -------- |
| Boris Baláž | Egyéni      | 631       | 59.       | Ku Bon-Csan (KOR) · 0-6 | kiesett       | kiesett      | kiesett     | kiesett  | kiesett | 33.      |

### Női
| Versenyző         | Versenyszám | Selejtező | Selejtező | 64-es főtábla     | 32-es főtábla          | Nyolcaddöntő | Negyeddöntő | Elődöntő | Döntő   | Helyezés |
| Versenyző         | Versenyszám | Pont      | Kiemelés  | 64-es főtábla     | 32-es főtábla          | Nyolcaddöntő | Negyeddöntő | Elődöntő | Döntő   | Helyezés |
| ----------------- | ----------- | --------- | --------- | ----------------- | ---------------------- | ------------ | ----------- | -------- | ------- | -------- |
| Alexandra Longová | Egyéni      | 640       | 22.       | Majhi (IND) · 7-1 | KI Ju-Hong (CHN) · 0-6 | kiesett      | kiesett     | kiesett  | kiesett | 17.      |

## Kajak-kenu

### Gyorsasági

#### Férfi
| Versenyző                                     | Versenyszám | Előfutam | Előfutam | Előfutam | Elődöntő | Elődöntő | Elődöntő | Döntő | Döntő    | Döntő    | Helyezés |
| Versenyző                                     | Versenyszám | Idő      | Hely.    | Össz.    | Idő      | Hely.    | Össz.    | Típus | Idő      | Helyezés | Helyezés |
| --------------------------------------------- | ----------- | -------- | -------- | -------- | -------- | -------- | -------- | ----- | -------- | -------- | -------- |
| Vincent Farkaš                                | C-1 1000 m  | 4:12.295 | 5.       | 12.      | 4:19.084 | 5.       | 10.      | B     | 4:04.013 | 3.       | 11.      |
| Peter Gelle                                   | K-1 1000 m  | 3:36.342 | 2.       | 11.      | 3:36.193 | 3.       | 7.       | A     | 3:40.691 | 8.       | 8.       |
| Juraj Tarr Erik Vlček                         | K-2 1000 m  | 3:24.728 | 2.       | 5.       | 3:19.372 | 3.       | 6.       | A     | 3:15.916 | 8.       | 8.       |
| Tibor Linka Denis Myšák Juraj Tarr Erik Vlček | K-4 1000 m  | 2:55.628 | 2.       | 4.       | 2:59.362 | 1.       | 3.       | A     | 3:05.044 | 2.       | 2        |

#### Női
| Versenyző       | Versenyszám | Előfutam | Előfutam | Előfutam | Elődöntő | Elődöntő | Elődöntő | Döntő | Döntő    | Döntő    | Helyezés |
| Versenyző       | Versenyszám | Idő      | Hely.    | Össz.    | Idő      | Hely.    | Össz.    | Típus | Idő      | Helyezés | Helyezés |
| --------------- | ----------- | -------- | -------- | -------- | -------- | -------- | -------- | ----- | -------- | -------- | -------- |
| Martina Kohlová | K-1 200 m   | 41.231   | 2.       | 10.      | 41.286   | 4.       | 11.      | B     | 41.787   | 2.       | 10.      |
| Martina Kohlová | K-1 500 m   | 1:53.167 | 4.       | 5.       | 1:57.801 | 5.       | 10.      | B     | 1:58.211 | 5.       | 13.      |

### Szlalom

#### Férfi
| Versenyző                      | Versenyszám | Selejtező | Selejtező | Selejtező | Selejtező | Selejtező     | Selejtező     | Elődöntő | Elődöntő | Döntő  | Döntő    |
| Versenyző                      | Versenyszám | 1. futam  | 1. futam  | 2. futam  | 2. futam  | Jobb eredmény | Jobb eredmény | Elődöntő | Elődöntő | Döntő  | Döntő    |
| Versenyző                      | Versenyszám | Pont      | Hely.     | Pont      | Hely.     | Pont          | Hely.         | Pont     | Hely.    | Pont   | Helyezés |
| ------------------------------ | ----------- | --------- | --------- | --------- | --------- | ------------- | ------------- | -------- | -------- | ------ | -------- |
| Matej Beňuš                    | C-1         | 95.05     | 2.        | 96.78     | 5.        | 95.05         | 6.            | 100.68   | 8.       | 95.02  | 2        |
| Ladislav Škantár Peter Škantár | C-2         | 100.89    | 1.        | 106.00    | 3.        | 100.89        | 1.            | 110.42   | 6.       | 101.58 | 1        |
| Jakub Grigar                   | K-1         | 89.16     | 6.        | 87.85     | 3.        | 87.85         | 4.            | 88.84    | 1.       | 89.43  | 5.       |

#### Női
| Versenyző     | Versenyszám | Selejtező | Selejtező | Selejtező | Selejtező | Selejtező     | Selejtező     | Elődöntő | Elődöntő | Döntő  | Döntő    |
| Versenyző     | Versenyszám | 1. futam  | 1. futam  | 2. futam  | 2. futam  | Jobb eredmény | Jobb eredmény | Elődöntő | Elődöntő | Döntő  | Döntő    |
| Versenyző     | Versenyszám | Pont      | Hely.     | Pont      | Hely.     | Pont          | Hely.         | Pont     | Hely.    | Pont   | Helyezés |
| ------------- | ----------- | --------- | --------- | --------- | --------- | ------------- | ------------- | -------- | -------- | ------ | -------- |
| Jana Dukátová | K-1         | 102.25    | 4.        | 105.87    | 7.        | 102.25        | 6.            | 106.59   | 6.       | 103.86 | 4.       |

## Kerékpározás

### Hegyi-kerékpározás
| Versenyző   | Versenyszám              | Idő        | Helyezés |
| ----------- | ------------------------ | ---------- | -------- |
| Peter Sagan | Férfi terep-kerékpározás | lekörözték | 35.      |

### Országúti kerékpározás
| Versenyző    | Versenyszám         | Idő     | Helyezés |
| ------------ | ------------------- | ------- | -------- |
| Patrik Tybor | Férfi mezőnyverseny | 6:30:05 | 45.      |

## Sportlövészet

### Férfi
| Versenyző       | Versenyszám    | Selejtező | Selejtező | Elődöntő | Elődöntő | Döntő   | Döntő    |
| Versenyző       | Versenyszám    | Pont      | Hely      | Pont     | Hely     | Pont    | Helyezés |
| --------------- | -------------- | --------- | --------- | -------- | -------- | ------- | -------- |
| Pavol Kopp      | Légpisztoly    | 569       | 38.       |          |          | kiesett | kiesett  |
| Pavol Kopp      | Szabadpisztoly | 556       | 7.        |          |          | 91.4    | 7.       |
| Juraj Tužinský  | Szabadpisztoly | 541       | 33.       |          |          | kiesett | kiesett  |
| Juraj Tužinský  | Légpisztoly    | 582       | 3.        |          |          | 159.4   | 4.       |
| Erik Varga      | Trap           | 114       | 21.       | kiesett  | kiesett  | kiesett | kiesett  |
| Marián Kovačócy | Trap           | 114       | 18.       | kiesett  | kiesett  | kiesett | kiesett  |

### Női
| Versenyző       | Versenyszám | Selejtező | Selejtező | Elődöntő | Elődöntő | Döntő   | Döntő    |
| Versenyző       | Versenyszám | Pont      | Hely      | Pont     | Hely     | Pont    | Helyezés |
| --------------- | ----------- | --------- | --------- | -------- | -------- | ------- | -------- |
| Danka Barteková | Skeet       | 64        | 16.       | kiesett  | kiesett  | kiesett | kiesett  |

## Súlyemelés
| Versenyző     | Versenyszám   | Szakítás | Lökés  | Összesen | Helyezés |
| ------------- | ------------- | -------- | ------ | -------- | -------- |
| Ondrej Kružel | Férfi +105 kg | 165 kg   | 206 kg | 371 kg   | 18.      |

## Szinkronúszás
| Versenyző                      | Versenyszám | Technikai gyakorlat | Technikai gyakorlat | Selejtező        | Selejtező  | Selejtező  | Döntő            | Döntő      | Döntő      | Helyezés |
| Versenyző                      | Versenyszám | Technikai gyakorlat | Technikai gyakorlat | Szabad gyakorlat | Összesítés | Összesítés | Szabad gyakorlat | Összesítés | Összesítés | Helyezés |
| Versenyző                      | Versenyszám | Pont                | Hely.               | Pont             | Pont       | Hely.      | Pont             | Pont       | Hely       | Helyezés |
| ------------------------------ | ----------- | ------------------- | ------------------- | ---------------- | ---------- | ---------- | ---------------- | ---------- | ---------- | -------- |
| Naďa Daabousová Jana Labáthová | Páros       | 78.3607             | 22.                 | 77.7000          | 156.0607   | 22.        | kiesett          | kiesett    | kiesett    | 22.      |

## Tenisz

### Férfi
| Versenyző                  | Versenyszám | 64-es főtábla         | 32-es főtábla                            | Nyolcaddöntő             | Neygeddöntő | Elődöntő | Döntő/BM |
| -------------------------- | ----------- | --------------------- | ---------------------------------------- | ------------------------ | ----------- | -------- | -------- |
| Andrej Martin              | Egyes       | Kudla (USA) · 6-0;6-3 | Kohlschreiber (GER) · visszalépett       | Nisikori (JPN) · 2-6;2-6 | kiesett     | kiesett  | kiesett  |
| Andrej Martin Igor Zelenay | Páros       |                       | Portugália (POR) · Elias-Sousa · 4-6;2-6 | kiesett                  | kiesett     | kiesett  | kiesett  |

### Női
| Versenyző                 | Versenyszám | 64-es főtábla         | 32-es főtábla                | Nyolcaddöntő | Neygeddöntő | Elődöntő | Döntő/BM |
| ------------------------- | ----------- | --------------------- | ---------------------------- | ------------ | ----------- | -------- | -------- |
| Anna Karolína Schmiedlová | Egyes       | Vinci (ITA) · 7-5;6-4 | Makarova (RUS) · 6-3;4-6;2-6 | kiesett      | kiesett     | kiesett  | kiesett  |

## Torna
| Versenyző        | Versenyszám          | Selejtező | Selejtező | Döntő    | Döntő    |
| Versenyző        | Versenyszám          | Pontszám  | Hely      | Pontszám | Helyezés |
| ---------------- | -------------------- | --------- | --------- | -------- | -------- |
| Barbora Mokošová | Női egyéni összetett | 52.799    | 45.       | kiesett  | kiesett  |

## Triatlon
| Versenyző     | Versenyszám    | 1,5 km úszás | Depózás 1 | 43 km kerékpározás | Depózás 2 | 10 km futás | Összesítés | Összesítés |
| Versenyző     | Versenyszám    | Idő          | Idő       | Idő                | Idő       | Idő         | Idő        | Helyezés   |
| ------------- | -------------- | ------------ | --------- | ------------------ | --------- | ----------- | ---------- | ---------- |
| Richard Varga | Férfi triatlon | 17:18        | 0:49      | 55:10              | 0:34      | 34:06       | 1:47:17    | 11.        |

## Úszás

### Férfi
| Versenyző       | Versenyszám      | Előfutam | Előfutam | Előfutam | Elődöntő | Elődöntő | Elődöntő | Döntő     | Döntő     |
| Versenyző       | Versenyszám      | Idő      | Hely.    | Össz.    | Idő      | Hely.    | Össz.    | Idő       | Helyezés  |
| --------------- | ---------------- | -------- | -------- | -------- | -------- | -------- | -------- | --------- | --------- |
| Tomáš Klobučník | 100 m mell       | 1:02.93  | 8.       | 42.      | kiesett  | kiesett  | kiesett  | kiesett   | kiesett   |
| Richárd Nagy    | 1500 m gyors     | 15:26.48 | 7.       | 34.      | \|       | \|       | \|       | kiesett   | kiesett   |
| Richárd Nagy    | 400 m vegyes     | 4:13.87  | 4.       | 9.       | \|       | \|       | \|       | \|kiesett | \|kiesett |
| Richárd Nagy    | 10 km nyílt vízi |          |          |          |          |          |          | 1:53:35.4 | 20.       |

### Női
| Versenyző            | Versenyszám    | Előfutam | Előfutam | Előfutam | Elődöntő | Elődöntő | Elődöntő | Döntő   | Döntő    |
| Versenyző            | Versenyszám    | Idő      | Hely.    | Össz.    | Idő      | Hely.    | Össz.    | Idő     | Helyezés |
| -------------------- | -------------- | -------- | -------- | -------- | -------- | -------- | -------- | ------- | -------- |
| Katarína Listopadová | 100 m hát      | 1:01.43  | 8.       | 22.      | kiesett  | kiesett  | kiesett  | kiesett | kiesett  |
| Katarína Listopadová | 100 m pillangó | 59.57    | 6.       | 29.      | kiesett  | kiesett  | kiesett  | kiesett | kiesett  |